# Eurhynchium angustirete
Eurhynchium angustirete là một loài Rêu trong họ Brachytheciaceae. Loài này được (Broth.) T.J. Kop. mô tả khoa học đầu tiên năm 1967.

## Hình ảnh

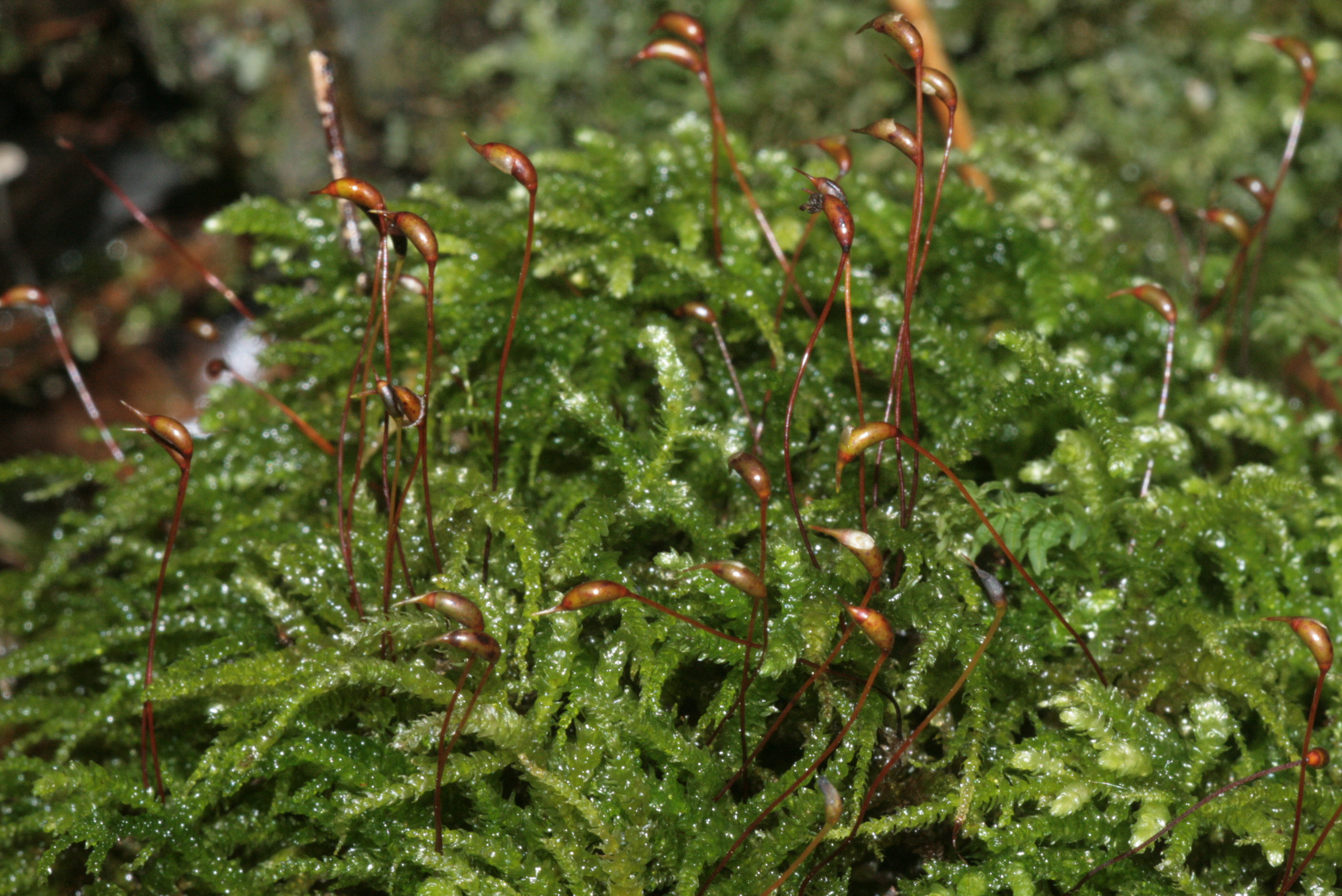
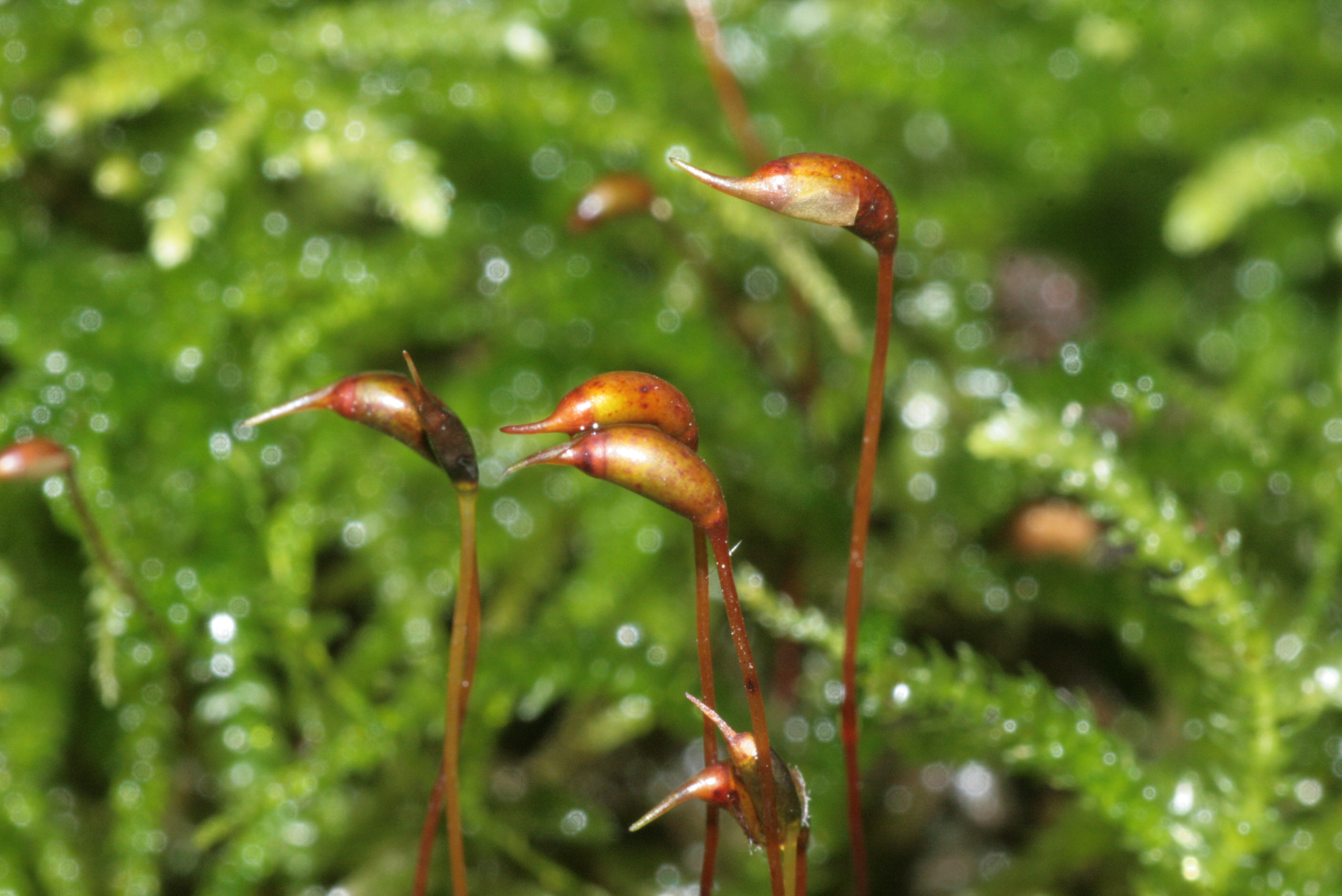
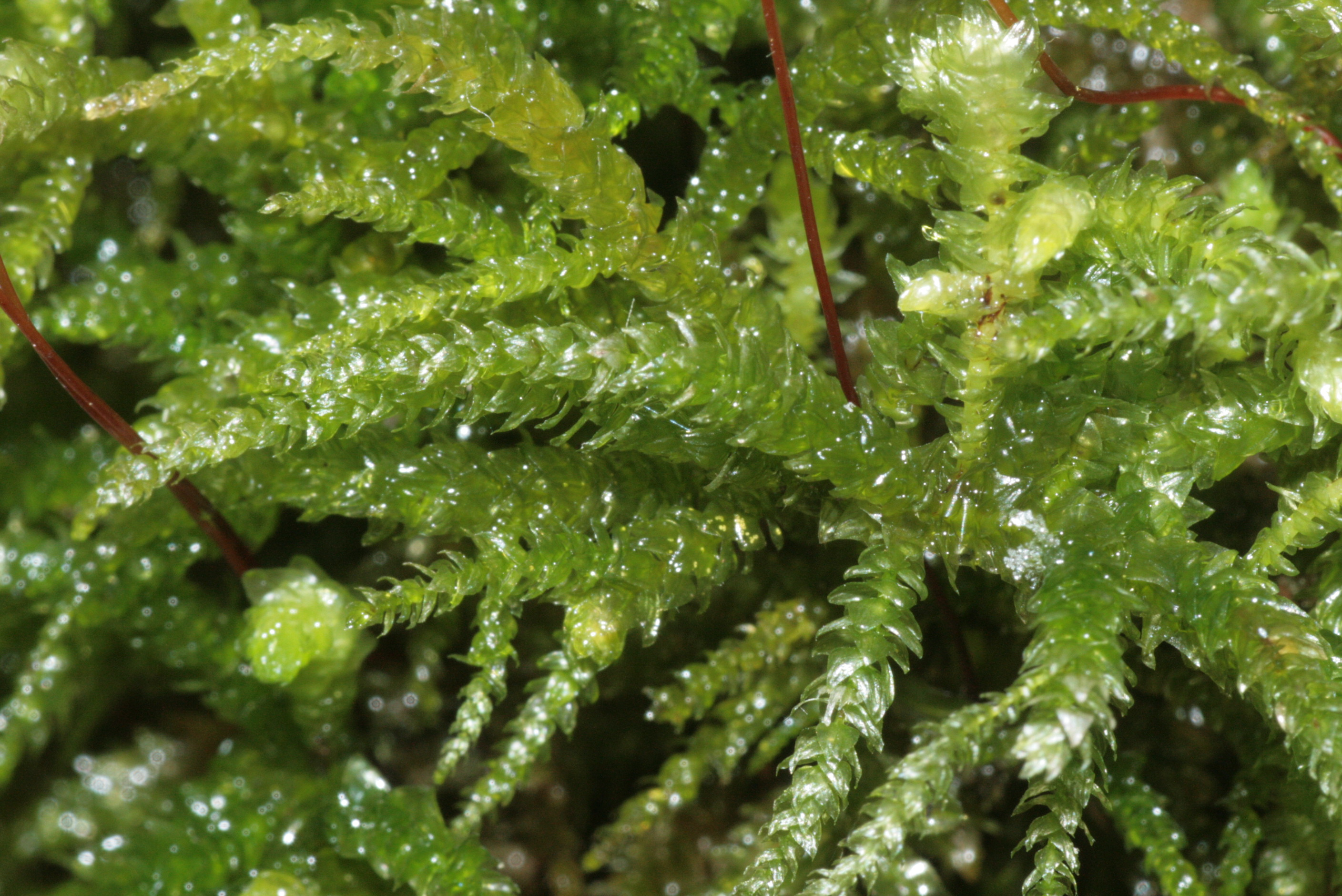
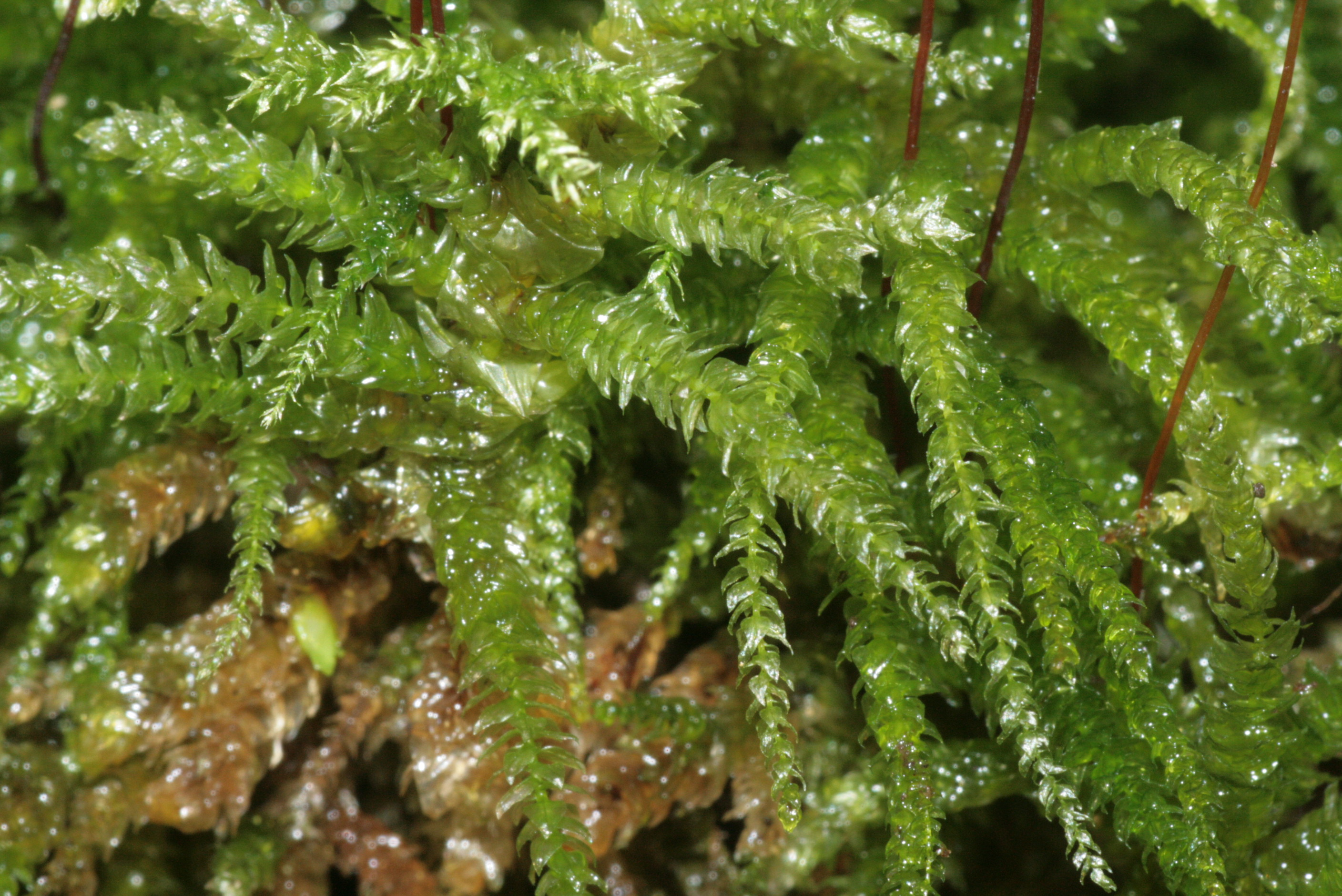